# Cryptorhopalum pruddeni
Cryptorhopalum pruddeni är en skalbaggsart som beskrevs av Thomas Casey 1900. Cryptorhopalum pruddeni ingår i släktet Cryptorhopalum och familjen ängrar. Inga underarter finns listade i Catalogue of Life.